# Scopula merina
Scopula merina là một loài bướm đêm trong họ Geometridae.